# Makhtar Thioune
Makhtar Thioune est un footballeur sénégalais, né le 5 août 1986 à Richard-Toll au Sénégal. Il évolue comme milieu offensif.

## Biographie
Formé à l'ASC Linguère, il débute en championnat du Sénégal avec l'ASC Port Autonome en 2004 et devient champion en 2005.
Après, il effectue plusieurs essais dans divers clubs européens comme le RC Strasbourg, mais il n'est pas conservé.
Il s'engage finalement en 2006 avec un club de Division 2 norvégienne, le Sparta Sarpsborg. Il s'y impose très vite, mais l'équipe ne suit pas, frôlant même la relégation en 3e division lors de la saison 2007.
Malgré tout, il est repéré par un recruteur du Molde FK, qu'il rejoint en 2009. Il effectue une superbe saison, et Molde fini 2e du championnat de Norvège et échoue en finale de la coupe aux tirs au but contre le Aalesunds FK.
Il est à l'heure actuelle très observé par les recruteurs de championnats plus huppés comme la Bundesliga.

## Sélection
- Sénégal : 9 sélections

Makhtar Thioune obtient sa première sélection en 2006. Par la suite, il ne revient qu'en 2009 et est depuis régulièrement appelé.

## Palmarès

### En club
ASC Port Autonome
- Champion du Sénégal (1) : 2005

 Molde FK
- Vainqueur du Championnat de Norvège (1) : 2011
- Vice-champion de Norvège : 2009

### Individuel
- Lauréat du Prix Knicksen du meilleur milieu de terrain de Tippeligaen en 2009.